# Neaetha aegyptiaca
Neaetha aegyptiaca là một loài nhện trong họ Salticidae.
Loài này thuộc chi Neaetha. Neaetha aegyptiaca được J. Denis miêu tả năm 1947.